# Семенченко, Андрей Николаевич
Андрей Николаевич Семенченко (9 января 1978) — российский футболист и мини-футболист, полузащитник, футбольный тренер.

## Биография
Воспитанник футбольной секции «Ротор» (Красноярск). В профессиональном футболе выступал в 1995—1996 годах во второй лиге России за клуб «Виктория» (Назарово), сыграл 31 матч и забил один гол.
С 1997 года в течение пяти сезонов выступал в мини-футболе за клуб «Заря» (Емельяново). В 2002—2004 годах играл во втором эшелоне российского мини-футбола за клуб «Сибиряк» (Новосибирск).
Позднее принимал участие в любительских соревнованиях.
С начала 2010-х годов работает в системе женского футбольного клуба «Енисей» (Красноярск). В течение нескольких лет работал начальником команды и тренером. В конце сезона 2018 года, после отставки Олега Гарина, стал главным тренером клуба, однако в июле 2019 года оставил тренерский пост.